# Diócesis de Lu'an
La diócesis de Lu'an (en latín: Dioecesis Lunganensis y en chino: 天主教潞安教区) es una circunscripción eclesiástica de la Iglesia católica en China. Se trata de una diócesis latina, sufragánea de la arquidiócesis de Taiyuan. Desde el 10 de noviembre de 2016 su obispo es Peter Ding Lingbin, aunque para el Anuario Pontificio es sede vacante desde el 14 de enero de 1998. El 15 de julio de 1982 la Asociación Patriótica Católica China la dividió en dos para erigir la diócesis de Changzhi y la diócesis de Jindongnan (en 1985 renombrada diócesis de Jincheng), sin asentimiento de la Santa Sede.

## Territorio y organización
La diócesis extiende su jurisdicción sobre los fieles católicos de rito latino residentes en parte de la provincia de Shanxi.
La sede de la diócesis se encuentra en la ciudad prefectura de Changzhi (llamada Lu'an hasta 1912), en donde se halla la Catedral del Sagrado Corazón.
En 1949 el Anuario Pontificio no informó el número de parroquias.

## Historia
El vicariato apostólico de Shansi Meridional fue erigido el 17 de junio de 1890 mediante el breve Quae catholico nomini del papa León XIII, derivando el territorio del vicariato apostólico de Shansi (hoy arquidiócesis de Taiyuan).
El 3 de diciembre de 1924 tomó el nombre de vicariato apostólico de Luanfu mediante el decreto Vicarii et Praefecti de la Congregación de Propaganda Fide.
El 17 de junio de 1932 cedió una parte de su territorio para la erección de la prefectura apostólica de Hongdong (hoy diócesis de Hongdong) mediante el breve Cum vicariatus del papa Pío XI.
El 25 de mayo de 1936 cedió otra parte de su territorio para la erección de la prefectura apostólica de Jiangzhou mediante la bula Ad Christi Evangelium del papa Pío XI.
El 11 de abril de 1946 el vicariato apostólico fue elevado a diócesis con la bula Quotidie Nos del papa Pío XII.
El 8 de octubre de 1945 el Partido Comunista de China capturó Changzhi, se impuso en la guerra civil y proclamó la República Popular China el 1 de octubre de 1949. El 4 de septiembre de 1951 China comunista expulsó al nuncio apostólico Antonio Riberi y la Santa Sede continuó reconociendo a la República de China en Taiwán como el legítimo gobierno chino. Todos los misioneros extranjeros fueron expulsados de China comunista en 1952.
La Asociación Patriótica Católica China fue creada con el apoyo de la Oficina de Asuntos Religiosos de la República Popular de China en 1957, con el objetivo de controlar las actividades de los católicos en China. Su nombre público es Iglesia católica china y es referida como la "Iglesia oficial" en contraposición a la "Iglesia subterránea" o "Iglesia clandestina" leal a la Santa Sede.
En el período de 1966 a 1976 la Revolución Cultural se ensañó especialmente contra la religión, destruyéndose numerosas iglesias y cesaron todas las actividades religiosas en la diócesis. La diócesis reasumió sus actividades en la década de 1980.
El 15 de julio de 1982 la Asociación Patriótica Católica China la dividió en dos para erigir la diócesis de Changzhi y la diócesis de Jindongnan (en 1985 renombrada diócesis de Jincheng), sin asentimiento de la Santa Sede.
El 6 de enero de 2000 el gobierno chino nombró y ordenó al nuevo obispo "patriótico" de la diócesis, Jin Daoyuan. El 10 de noviembre de 2016 Peter Ding Lingbin fue consagrado, reconocido tanto por la Santa Sede como por el gobierno de Pekín.
El 22 de septiembre de 2018 se firmó en Pekín el Acuerdo provisional entre la Santa Sede y la República Popular de China sobre el nombramiento de los obispos. El 22 de octubre de 2020 el acuerdo fue prorrogado por otros dos años y en octubre de 2022 por otros dos años más.
Debido a la situación particular de la Iglesia católica en China, la Santa Sede no nombra obispos para las diócesis chinas, que son sedes oficialmente vacantes incluso en presencia de obispos reconocidos por Roma.

## Estadísticas
Según el Anuario Pontificio 2002 la diócesis tenía a fines de 1949 un total de 30 000 bautizados.
| Año                                                                             | Población            | Población | Población      | Sacerdotes | Sacerdotes    | Sacerdotes    | Bautizados por sacerdote | Diáconos permanentes | Religiosos | Religiosos | Parroquias |
| Año                                                                             | Bautizados católicos | Total     | % de católicos | Total      | Clero secular | Clero regular | Bautizados por sacerdote | Diáconos permanentes | Varones    | Mujeres    | Parroquias |
| ------------------------------------------------------------------------------- | -------------------- | --------- | -------------- | ---------- | ------------- | ------------- | ------------------------ | -------------------- | ---------- | ---------- | ---------- |
| 1949                                                                            | 30 000               | 3 000     | 1.0            | 18         | 18            |               | 1666                     |                      |            | 27         |            |
| Fuente: Catholic-Hierarchy, que a su vez toma los datos del Anuario Pontificio. |                      |           |                |            |               |               |                          |                      |            |            |            |

Según datos reportados por la Agencia Fides, en 2012 la diócesis contaba circa 50 000 fieles, con circa 50 sacerdotes y 60 iglesias.

## Episcopologio
- Martin Poell, O.F.M. † (17 de junio de 1890-2 de enero de 1891 falleció)
- Johannes Hofman, O.F.M. † (24 de abril de 1891-16 de julio de 1901 renunció)
- Alberto Odorico Timmer, O.F.M. † (31 de julio de 1901-20 de agosto de 1926 renunció)
- Anton Theodor Fortunatus Spruit, O.F.M. † (22 de noviembre de 1927-12 de julio de 1943 falleció)
  - Sede vacante (1943-1946)
- Francis Gerard Constantin Kramer, O.F.M. † (7 de febrero de 1946-14 de enero de 1998 falleció)
  - Sede vacante
  - Anthony Li Wei-dao † (21 de julio de 1982 consagrado-21 de julio de 1998 falleció) (obispo clandestino)
  - Hermengild Li Yi, O.F.M. † (28 de enero de 1998 consagrado-24 de mayo de 2012 falleció)[nota 1] (obispo clandestino)
  - Andrew Jin Dao-yuan † (6 de enero de 2000-2016 retirado) (obispo patriótico)
  - Peter Ding Lingbin, desde el 10 de noviembre de 2016[nota 2]